# Grelha de cálculo LHC
A grelha de cálculo LHC (em inglês: LHC Computing Grid, LCG) ou grelha de computação mundial para o LHC (em inglês: Worldwide LHC Computing Grid, WLCG) é uma rede de distribuição de dados projetada para lidar com a quantidade gigantesca de informações produzidas pelo Grande Colisor de Hádrons, o LHC. Permite a milhares de cientistas em todo o mundo aceder aos dados para analisar as experiências do LHC do CERN, e foi por isso que a organização decidiu criar uma infra-estrutura distribuída de armazenar e de tratamento de dados com a computação em grelha).
Trata-se de um projecto de colaboração mundial ligando infra-estruturas de centros de computação através o mundo que foi lançado em 2002 para fornecer meios de computação globais para guardar, distribuir e analisar os 15 Petabytes (15 milhões de Gigabytes) previstos anualmente pela exploração do Grande Colisor de Hádrons (LHC) do CERN.
A infraestrutura criada pela integração de milhares de computadores e sistemas de armazenagem em centenas de centro de dados através do mundo, permite um meio de computação colaborativa nunca vista anteriormente. O WLCG fornece a uma comunidade de mais de 8 000 físicos do mundo inteiro uma acesso quase em tempo-real aos dados do LHC, assim como a capacidade de cálculo para o seu processamento.
Depois de um tratamento inicial, os dados imensos das experiências do LHC da ordem dos 15 petabytes (15 milhões de Gigabyte) serão distribuídos a 11 grandes centros informáticos abertos 24/24 horas — na Alemanha, Canadá, Espanha, França, Inglaterra, Itália, Holanda, países nórdicos, Taipé e dois sites nos Estados Unidos — que disporão de capacidade de armazenagem suficiente. Esses enormes centros que são chamados de centros Tier 1 (Tier Sites) disponibilizarão a mais de 160 centros Tier-2 para efectuarem tarefas de análise específicas, e é finalmente a estes dados que os cientistas acederão a partir dos seus próprios computadores O CERN que recolhe os dados do LHC é o chamado Tier 0.
A nível mundial a LCG chama-se WLCG, sigla em inglês para Worldwide LHC Computing Grid ("Grelha de cálculo LHC Mundial"), e é uma colaboração ligando infra-estruturas e centro de cálculo de todo o mundo, para distribuir, armazenar e analisar a imensa quantidade de dados gerados pelas experiências do LHC.
O WLCG combina os recursos informáticos de mais de 100 mil processadores de mais de 130 sítios em 34 países, produzindo uma distribuição maciça a mais de 8 mil físicos, etambém para poder colaborar estreitamente com outros projectos da grelha do CERN tais como:
- EGEE,[7] sigla inglesa de Enabling Grid for E-sciencE: o LCG serve de suporte e produção primária a este projecto europeu consagrado à pesquisa (em linha) e lançada em 2004 a fim de estabelecer uma infra-estrutura de grelha numa vasta gama de domínios científicos
- CERN openlab[8]: o LCG também segue a evolução na industria, em particular através do "laboratório aberto", uma partenariado pelo qual as companhias informáticas na ponta do progresso aprovam e validam as tecnologias inovadoras da grelha no contexto do LCG.

## Computação em grelha
Em 1999, quando se começou a pensar num sistema de cálculo para análise dos dados do LHC, logo de início se verificou que a capacidade de computação do CERN não poderia, e de maneira nenhuma, responder às necessidades que se começavam a tornar evidente. Ao mesmo tempo via-se que a maior parte dos laboratórios e universidades que colaboravam no LHC, tinha acesso a facilidades de computação regionais ou nacionais, donde a ideia de "regrupar" essas capacidades dispersas para serem utilizadas como "um computador gigante". Com a rápida evolução do trabalho em rede e o aumento da largura de banda.
A partir daí estava criado o caminho a seguir para a Grelha de computação mundial para o LHC. A WLCG baseia-se em duas grades principais:
- European Grid Infrastructure (EGI), na Europa;
- Open Science Grid (OSG), nos EUA.

Essa grelha é composta por quatro redes de camada (tiers). Como primeiro na linha, o CERN é o chamado tier 0, pois é a partir do Centro de Controlo do Cern (CERN Control Center) que se distribuem os dados do LHC pelo resto do mundo. Como um tier 0, é o primeiro e principal lugar para a salvaguarda dos dados tal qual foram captados, os dados brutos (raw data) .
Os tier 1 atuais são: TRIUMF (Canadá), KIT (Alemanha), Port d'Información Científica (PIC) (Espanha), IN2P3 (França), INFN (Itália), Nordic Datagrid Facility (países nórdicos), NIKHEF / SARA (Holanda), ASGC (Taipei), GridPP (Reino Unido), Fermilab-CMS e BNL ATLAS (EUA).
Os tier 2 são geralmente universidades e institutos científicos. Os tier 3 são constituídos pelos recursos de computação local.

## Middleware
A WLCG apoia-se na internet para a computação e comunicação mas a característica principal são os novos logiciários expressamente criados para permitir o acesso aos computadores espalhados no mundo. Esses logiciários são chamados de Middleware porque estão a "meio" do computador e do utilizador. Pode mesmo dizer-se que o que "só faltava" para que o WLCG existisse era o Middleware e os principais são:
- EMI: European Middleware Initiative, que englobam; ARC, gLite, UNICORE and dCache,
- Globus Toolkit, desenvolvido pela Aliança Globus.
- OMII: Open Middleware Infrastructure Institute
- Virtual Data Toolkit

## Transferência de dados
A troca de dados entre os centros WLCG é gerido pelo Grid File Transfer Service realizado no projecto EGEE, que foi criado para suportar as necessidades especiais da computação em grelha incluindo a autentificação e confidencialidade, a disponibilidade.
A arquitectura é composta por fibra óptica que permite ligações a 10 gigabytes p/s e liga o CERN, o Tier 0 a cada um dos 11 primeiros "centros de primeiro nível", os Tier 1, no mundo, sistema que é conhecido por LHC Optical Private Network (LHCOPN).